# Castle Bravo

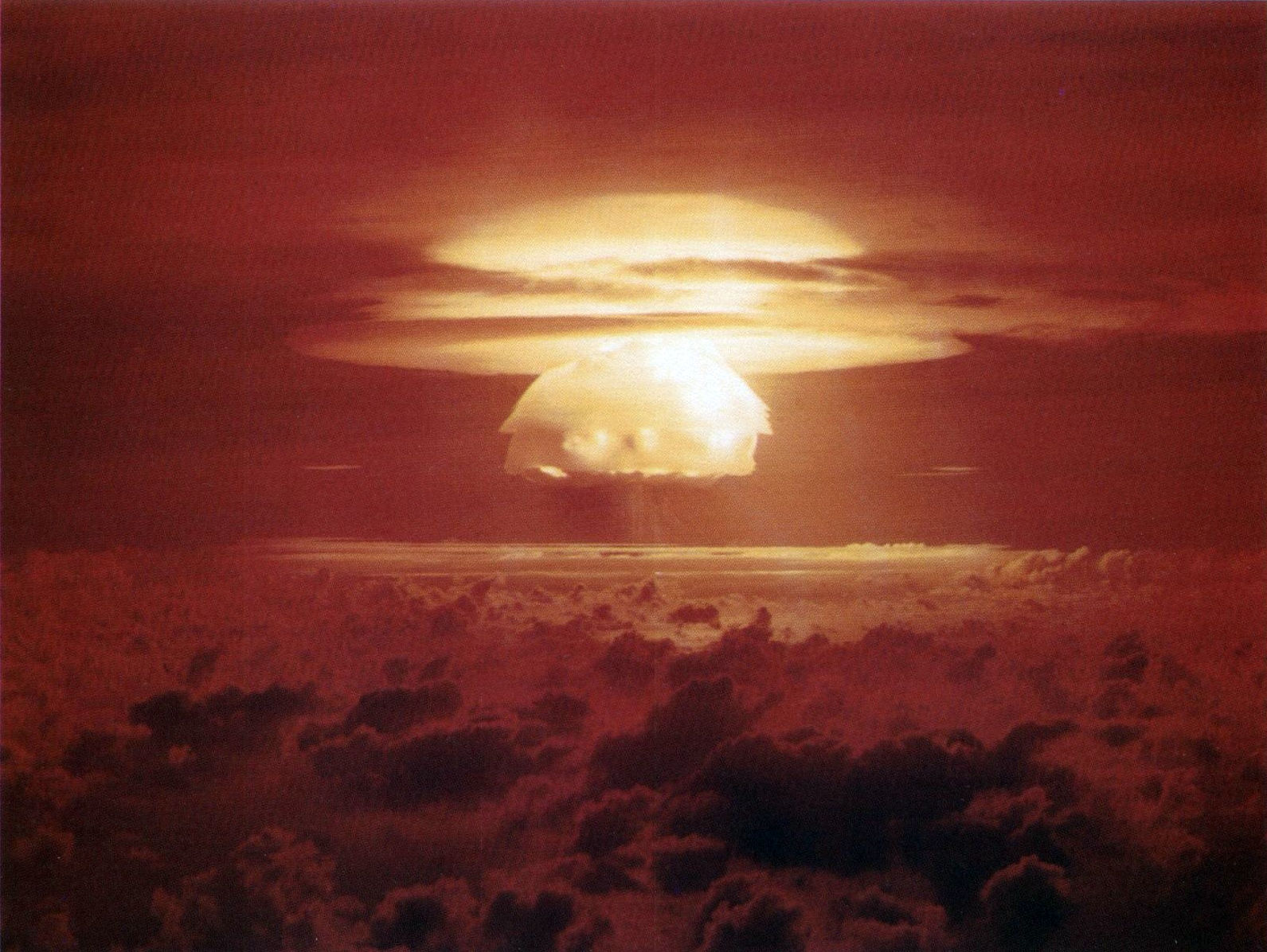
Testul Castle Bravo

Castle Bravo a fost primul test al unei bombe cu hidrogen unde combustibilul pentru treapta de fuziune nucleară era solid, spre deosebire de testul precedent Ivy Mike. Testul a avut loc pe 1 martie 1954 pe atolul Bikini. Oamenii de știință au calculat că bomba, alimentată cu izotopul Litiu 6 va produce o explozie echivalentă cu 6 megatone de TNT. Pentru că litiu 7 este greu de separat de litiu 6 bomba a avut mai mult litiu 7 decat litiu 6. Calculele oamenilor de știință arătau că litiul 7 ar fi fost inert, dar din nefericire acesta a fuzionat, rezultând o explozie cu 250% mai puternică decât se preconizase. Datorită acestei erori, cei 23 de membri ai vasului pescăresc japonez Daigo Fukuryu Maru au fost expuși unui nivel mare de radiații, operatorul radio a murit 6 luni mai tarziu. Acest incident a constituit și sursa de inspiratie de la originea monstrului cinematografic Godzilla. De asemenea locuitorii insulelor din apropriere au fost iradiati și au suferit numeroase probleme de sănătate și defecte la naștere timp de câteva decenii.
Echivalent TNT: 15 megatone.